# ロジャー・フレッチャー (数学者)
ロジャー・フレッチャー（英: Roger Fletcher、1989年1月29日 - 2016年6月15日）は、イギリスの数学者、ダンディー大学教授、王立協会フェロー。またSIAMのフェローでもある。2003年、哲学協会のフェローに選出された。
2006年にはSIAMからラグランジュ賞を、2008年には哲学協会からロイヤル・メダルを授与されている。

## 略歴
1960年にケンブリッジ大学の理論物理学科を卒業、1963年にリーズ大学でコリン・リーヴス（Colin M. Reeves）の下、博士号を取得した。1969年から1973年までは、マイケル・J・D・パウエルとともにハーウェル原子力研究所でソフトウェア開発を行った。その後2005年までダンディー大学の教授を務めた。
フレッチャーは、BFGS法を開発した一人である。また、ウィリアム・クーパー・ダビドンとパウエルと共同してDFP法も開発している。1964年、リーヴスとともに共役勾配法を研究し、2002年、Sven Leyfferとその最適化の一つを開発した。1974年には双共役勾配法を発展させた。
彼は趣味として登山やチェスを好んでいた。2016年6月5日、スコットランドのハイランド地方での休暇中に行方不明になり、2016年6月15日、ドーミー近郊のカミュー・ルイニー近くで遺体が発見された。

## 受賞歴
- 1974年、ダンツィーグ賞（英語版）
- 2006年、ラグランジュ賞（英語版）

## 論文
- Practical methods of optimization, Wiley, 1987, ISBN 978-0-471-91547-8; Wiley, 2000, ISBN 978-0-471-49463-8
- avec Michael J. D. Powell: A rapidly convergent descent method for minimalization, Computer J., Band 6, 1963, 163–168
- avec C. M. Reeves : Function minimization by conjugate gradients, Computer J., Band 7, 1964, 149–154
- A new approach to variable metric algorithms, Computer J., Band 13, 1970, 317–322